# Pierre Bernac
Pierre Bernac (geb. 12. Januar 1899 in Paris; gest. 17. Oktober 1979 in Villeneuve-lès-Avignon) war ein französischer Sänger (Bariton) und Gesangslehrer. Er war einer der bedeutendsten Vertreter des französischen Liedes im 20. Jahrhundert, wobei er sich in seinem Repertoire auf das 19. und 20. Jahrhundert spezialisierte. Bernac arbeitete im Duo langjährig eng mit Francis Poulenc zusammen, der auch für ihn komponierte.

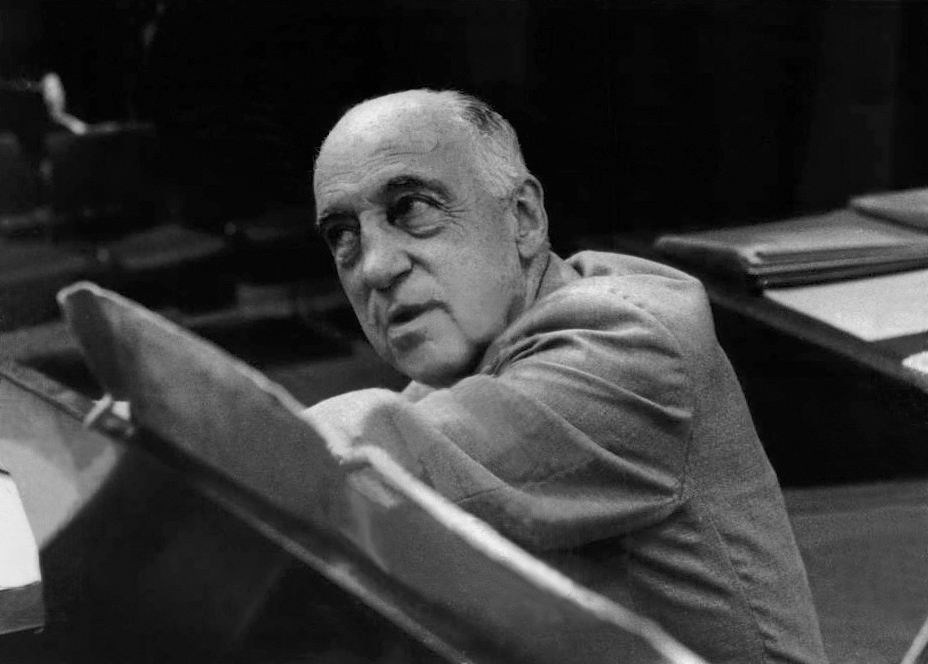
Pierre Bernac (1968)

## Biografie
Pierre Bernac wurde 1899 als Pierre Louis Bertin geboren, er änderte seinen Namen in Bernac, um Verwechslungen mit dem Filmschauspieler Pierre Bertin zu vermeiden. Eine systematische Musikausbildung erhielt er nicht. Er nahm Musikunterricht bei dem Komponisten André Caplet und später bei der Pianistin Yvonne Gouverné, die ihn auch bei seinem Debüt 1925 als Kammersänger begleitete.
In den Jahren 1933–1959 arbeitete er ständig mit dem französischen Komponisten Francis Poulenc (1899–1963) zusammen, über den er später ein Buch veröffentlichte (Francis Poulenc et ses mélodies). Er war der erste Sänger vieler seiner Lieder, darunter der Gesangszyklen Chansons gaillardes (1925), Cinq poèmes de Paul Éluard (1935), Tel jour telle nuit (1937), Calligrammes (1948), La Fraîcheur et le Feu (1950), Le Travail du peintre (1956).
Er sang auch Lieder von Albert Roussel, Arthur Honegger (Trois Poèmes de Claudel, 1941), André Jolivet (Les trois complaintes du soldat, 1943; Poèmes intimes, 1944).
Er tourte mit Poulenc in Europa und (ab 1948) in den USA. Weniger oft sang er deutsche romantische Lieder (die 1952 mit Robert Casadesus entstandene Tonaufnahme des Schumann-Zyklus Dichterliebe blieb erhalten.)
Er trat zweimal auf der Opernbühne auf, in der Rolle des Pelléas (in Pelléas und Melisande von Claude Debussy) – 1933 in Paris (am Théâtre des Champs-Élysées) und 1936 in Genf (mit Ernest Ansermet).
Seine öffentlichen Auftritte beendete er 1960. Ab 1961 unterrichtete er Kammergesang am Amerikanischen Konservatorium (Fontainebleau) und gab Meisterkurse in den USA. Unter den Studenten von Bernac sind berühmte Sänger und Sängerinnen, darunter Gérard Souzay, Elly Ameling, Jessye Norman und Michel Piquemal.
Eine Bernac-Audiosammlung wurde 1999 auf drei CDs bei Testament (EMI) veröffentlicht.
Seine vielleicht bekannteste Einzel-LP – eine repräsentative Auswahl französischer Lieder – zusammen mit Poulenc am Klavier ist in den 1960er Jahren bei Angel Records (GR-2146) erschienen. Sie enthält Werke von Charles Gounod, Henri Duparc, Emmanuel Chabrier, Ernest Chausson, Gabriel Fauré, Albert Roussel, Maurice Ravel, Darius Milhaud, Georges Auric.
Er ist auch der Autor eines methodologischen Buches zur Interpretation des französischen Liedes (The Interpretation of French Song), eines Standardwerks zu diesem Thema, worin Vokalwerke von achtzehn Komponisten behandelt werden, von Berlioz bis Poulenc, über Gounod, Franck, Lalo, Saint-Saëns, Delibes, Bizet, Massenet, Duparc, Chabrier, Chausson, Fauré, Debussy, Satie, Caplet, Roussel und Ravel, und worin der größte Teil des Schaffens dieser Komponisten in diesem Genre besprochen und Vorschläge für Aufführung und Interpretation gegeben werden.
Für ihn ist die Kunst der größten französischen Komponisten eine Kunst der Suggestion und zu den Mélodies lässt er zunächst den Komponisten Debussy sprechen:

“Debussy goes on to write that 'clarity of expression, precision and concentration of form are qualities peculiar to the French genius.' These qualities are indeed most noticeable when again compared with the German genius, excelling as it does in long, uninhibited outpourings, directly opposed to the French taste, which abhors overstatement and venerates concision and diversity.”

„Debussy schreibt weiter, dass ‚Klarheit des Ausdrucks, Präzision und Konzentration der Form Eigenschaften sind, die dem französischen Genie eigen sind‘. Diese Qualitäten sind in der Tat am auffälligsten, wenn man sie wiederum mit dem deutschen Genie vergleicht, das sich durch lange, ungehemmte Ergüsse auszeichnet, die in direktem Gegensatz zum französischen Geschmack stehen, der die Übertreibung verabscheut und die Prägnanz und Vielfalt verehrt.“

## Publikationen
- Francis Poulenc et ses mélodies, préface d’Henri Sauguet, Paris, Buchet-Chastel, 1978.
- Francis Poulenc: The Man & his Songs, Transl. by Winifred Radford. [Vorw.: Lennox Berkeley], New York, Norton & Company Inc., 1977.
- The Interpretation of French Song, (Cassel, London, 1970; 2. Auflage, 1997; Neuauflagen 2005 und 2009) – enthält englische Übersetzungen der Poulenc-Lieder von Winifred Radford mit Kommentaren

## Diskographie
Mit Pierre Bernac (Bariton) und Francis Poulenc (Klavier):
- Aufnahmen von Francis Poulenc, cycle Eluard: Dans le jardin d'Anna, Le Bestiaire ou Cortège d'Orphée, Le Pont, Montparnasse, La Grenouillère, Banalités, Calligrammes (poèmes d'Apollinaire), Épitaphe (poème de François de Malherbe), Chansons Gaillardes (textes anonymes du XXVIIe siècle), Priez pour paix… (poème de Charles d’Orléans), réf ADES 14.114 Mélodies 1CD.
- Aufnahmen von Francis Poulenc, cycle Apollinaire: Cinq poèmes, La Fraîcheur et le Feu, Tel jour telle nuit, Le travail du peintre (poèmes de Paul Éluard), C. (poème de Louis Aragon), Le Disparu (poème de Robert Desnos), Paul et Virginie (poème de Raymond Radiguet), Parisiana (poème de Max Jacob), C'est ainsi que tu es (poèmes de Louise de Vilmorin), réf ADES 14.115 Mélodies 1CD.
- Aufnahmen von Francis Poulenc: Banalités, Calligrammes (poèmes de Guillaume Apollinaire), Chansons villageoises (poèmes de Maurice Fombeure), Quatre poèmes de Guillaume Apollinaire, Tu vois le feu du soir, Main dominée par le cœur (poèmes de Paul Éluard).
- Aufnahmen von Claude Debussy: Beau soir (poème de Paul Bourget), L'échelonnement des haies (poème de Paul Verlaine), Le promenoir des deux amants (poème de Tristan L'Hermite).
- Aufnahmen von Maurice Ravel: Histoires naturelles (Jules Renard), Mélodies hébraïques.
- Aufnahmen von Erik Satie: La statue de bronze (Léon-Paul Fargue), Daphénéo (M. God), le Chapelier (René Chalupt), réf Masterworks Portrait Mélodies Sony, 1CD.
- Francis Poulenc. Aubade. Sinfonietta. Suite française. Stabat mater. Mélodies: avec Francis Poulenc piano, Pierre Bernac baryton, Georges Prêtre direction, Louis Frémaux direction. Enregistrements réalisés à Paris en 1955, 1958, 1960, 1961. Réf 461 746-2 Accord, Collection musique française, 3CD.
- Francis Poulenc. Le bal masqué. Élégie pour cor et piano. Sonate pour flûte et piano. Trio pour piano, hautbois et basson: avec Francis Poulenc piano clavecin et direction, Pierre Bernac baryton, Jean-Pierre Rampal flûte, Louis Frémaux direction des solistes de l'Orchestre du Théâtre National de l'Opéra de Paris. Enregistrements réalisés à Paris en 1957, 1958 et 1959. Réf 465 799-2 Accord / Collection musique française 1 CD

- Aufnahmen unter Coffret Essentiel of Pierre Bernac, Collection Testament:
  - Louis Beydts: La lyre et les amours (cycle).
  - Emmanuel Chabrier: Mélodies (6) (L'ile heureuse).
  - Ernest Chausson: Mélodies (7) Op. 2 (VII: le Colibri)
  - Claude Debussy: Chansons de France (3) L. 102, Fêtes galantes (3) (cycle) Set II, L. 104 (III: Colloque sentimental), Ballades de François Villon (3) L.119.
  - Henri Duparc: Soupir ("Ne jamais la voir"), L'invitation au voyage ("Mon enfant, ma sœur").
  - Gabriel Fauré: Après un rêve ("Dans un sommeil") Op. 7/1, Le secret ("Je veux que le matin l'ignore le nom")Op. 23/3, Aurore Op. 39/1, Songs (2) Op. 83, MiragesOp. 113 (No.3, Jardin nocturne).
  - Charles Gounod: Sérénade, pour voix, & piano & harmonium, Ce que je suis sans toi, Au rossignol, Venise, Prière, Chanson du printemps, L'absent, Viens, les gazons sont verts, Envoi de fleurs, Mignon.
  - Franz Liszt: Freudvoll und Leidvoll (I & II) S. 280 (LW N23/1-2), Es muss ein Wunderbares sein, Nimm einen Strahl der Sonne (Ihr Auge).
  - Darius Milhaud: Poèmes de Léo Latil (4) Op. 20 (IV: la Tourterelle).
  - Francis Poulenc : Chansons gaillardes FP 42 (IV: Invocation aux Parques), Chansons gaillardes FP 42 (VII: la belle jeunesse), Métamorphoses FP 121, Le bestiaire (Cortège d'Orphée) FP 15a, Montparnasse ("O porte de l'hôtel avec deux plantes vertes") FP 127/1, Deux poèmes de Guillaume Apollinaire FP 94 (I : Dans le Jardin d'Anna), Deux poèmes de Louis Aragon FP 122, Tel jour, telle nuit (cycle) FP 86, Le travail du peintre (cycle) FP 161, L'histoire de Babar, le petit éléphant.
  - Maurice Ravel: Don Quichotte à Dulcinée.
  - Albert Roussel: Poèmes (4) Op. 3 (III: le Jardin Mouillé), Mélodies (2) Op. 50 (I: Cœur en Péril).
  - Erik Satie: Mélodies (3) de 1916 (I: la statue de bronze), Mélodies (3) de 1916 (III: le chapelier).
  - Robert Schumann: Lieder und Gesänge (5), Dichterliebe song Op. 48.
  - Pierre Vellones: A mon fils.
  - Pierre Bernac lui-même, interviewé par Graham Johnson